# برايان ميدوز
برايان ميدوز (بالإنجليزية: Brian Meadows)‏ هو لاعب كرة قاعدة أمريكي، ولد في 21 نوفمبر 1975 في مونتغومري في الولايات المتحدة.

## وصلات خارجية
- برايان ميدوز على موقعبيزبول رفرنس.كوم (الدوري الرئيسي) (الإنجليزية)